# Cherti (woreda)
Pour les articles homonymes, voir Cherti et Weyib.
Cherti ou Weyib est l'un des 47 woredas de la région Somali d'Éthiopie, du nom de sa ville principale, Melka Chireti. Faisant partie de la zone Afder, le woreda est bordé au sud-ouest par la rivière Ganale Dorya qui le sépare de la zone Liben, à l'ouest par Goro Bekeksa, au nord par Elekere, à l'est par Afder et au sud-est par Dolobay.

## Aperçu
L'altitude de ce woreda varie de 750 à 1700 mètres d'altitude. Les rivières de Mena et Weyib traversent Chereti. En 2008, Chereti possède un réseau routier en gravier de 62 kilomètres et 440 kilomètres de routes communautaires. Environ 8,69% de la population totale a accès à l'eau potable.
En mai 2006, des inondations détruisent neuf villages et déplacent plus de 870 ménages. Plus de 4 500 plants sont également perdus.
Les principales villes de Chereti comprennent : - Hara-arba, Habal-allan, Gurro, Bardumey, Iligdheere et Dukanle.

## Démographie
D'après le recensement de 2007 réalisé par l'Agence centrale des statistiques d'Éthiopie (CSA), ce woreda compte une population totale de 94 295 habitants, dont 53 341 hommes et 40 954 femmes. Alors que 5 152 (5,46%) sont des citadins, 53 715 (56,97%) sont ruraux. 99,3% de la population se dit musulmane. La majorité des habitants appartiennent au sous-clan Dhawed de Gaadsan (Dir),.